# انریکو مارکونی
 انریکو مارکونی (انگلیسی: Margaret؛ ۷ ژانویهٔ ۱۷۹۲ – ۲۱ فوریهٔ ۱۸۶۳) یک معمار اهل ایتالیا بود.

## نگارخانه

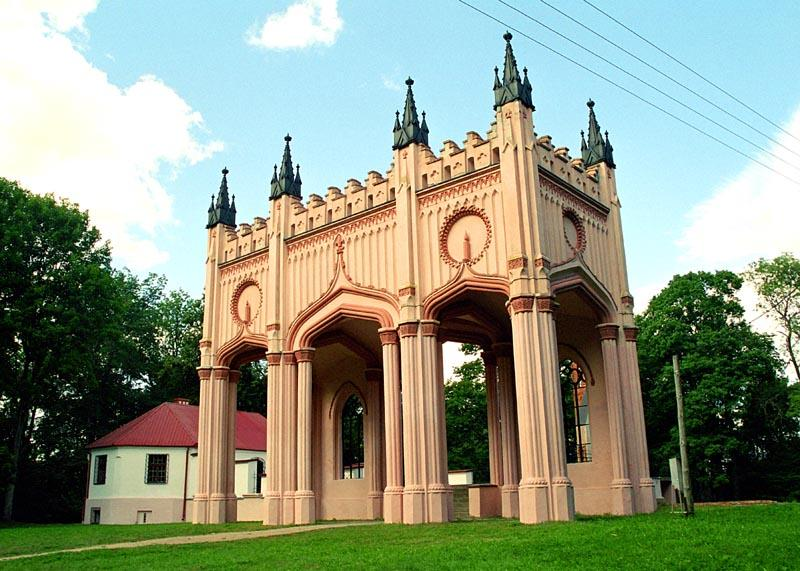
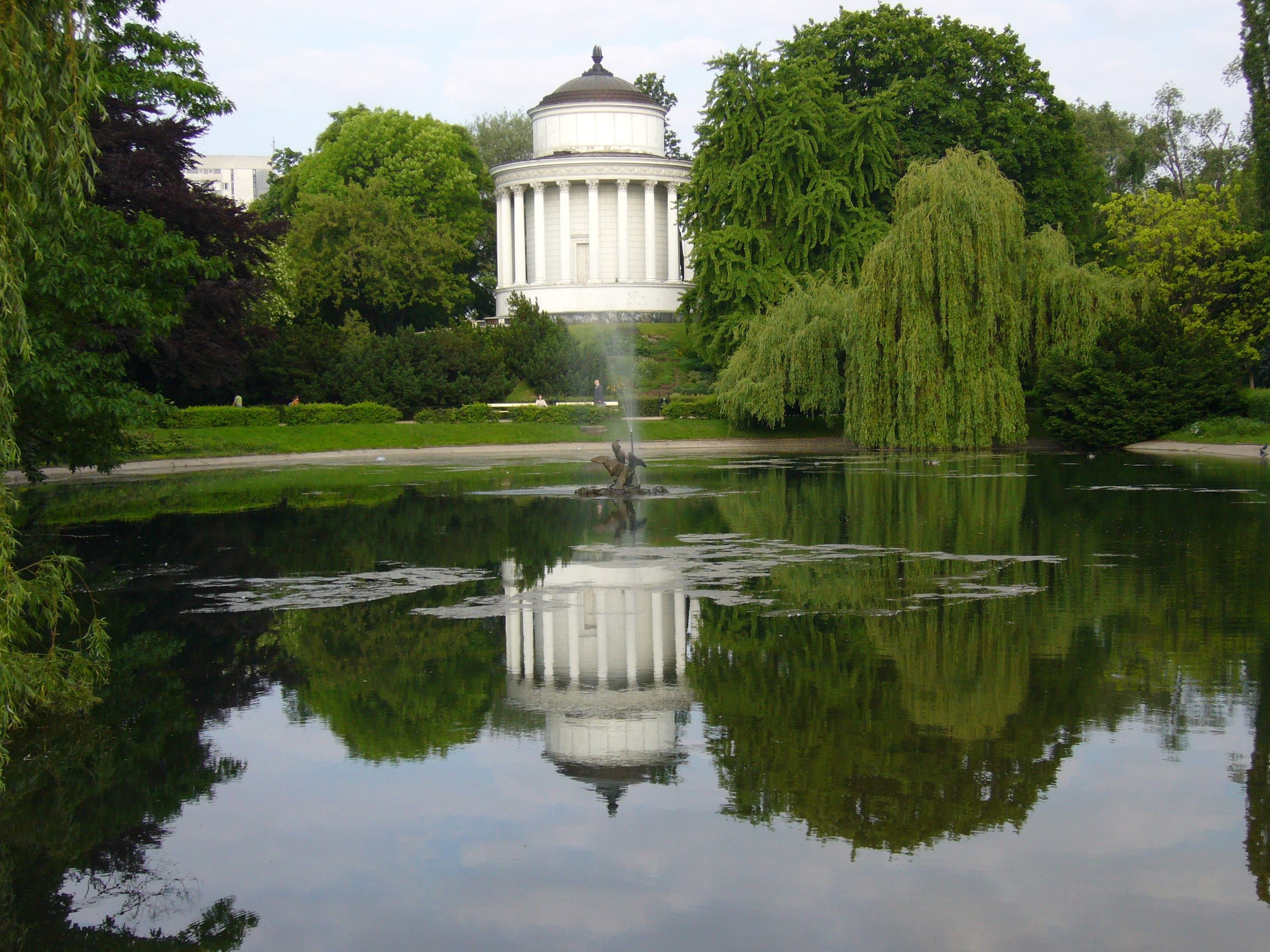
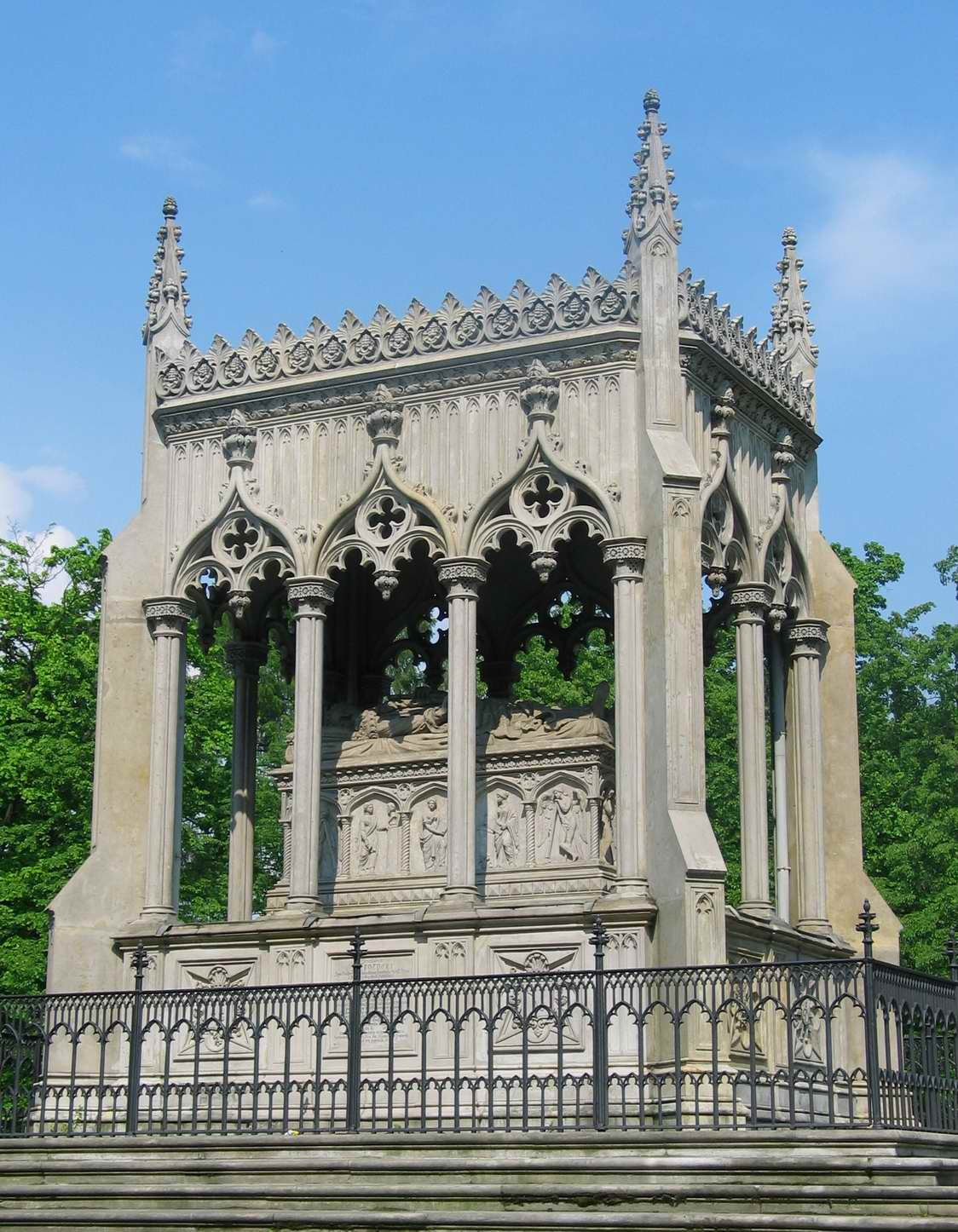
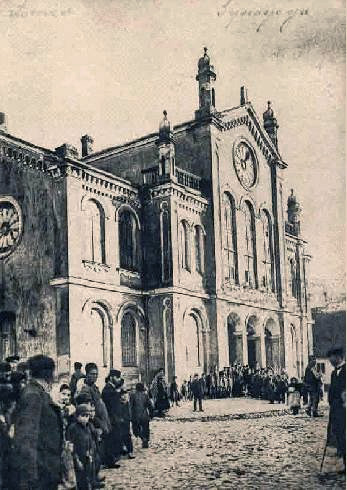
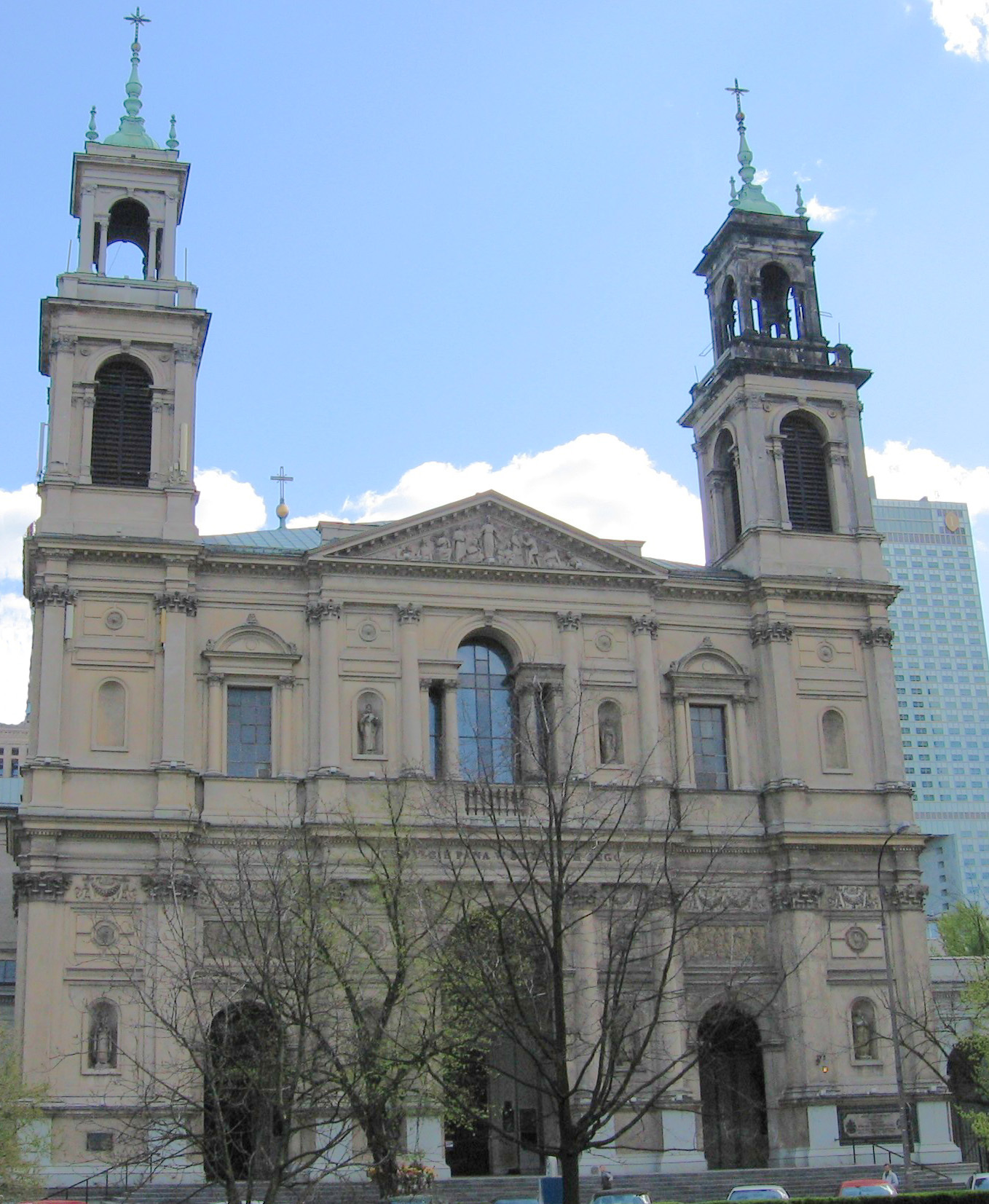
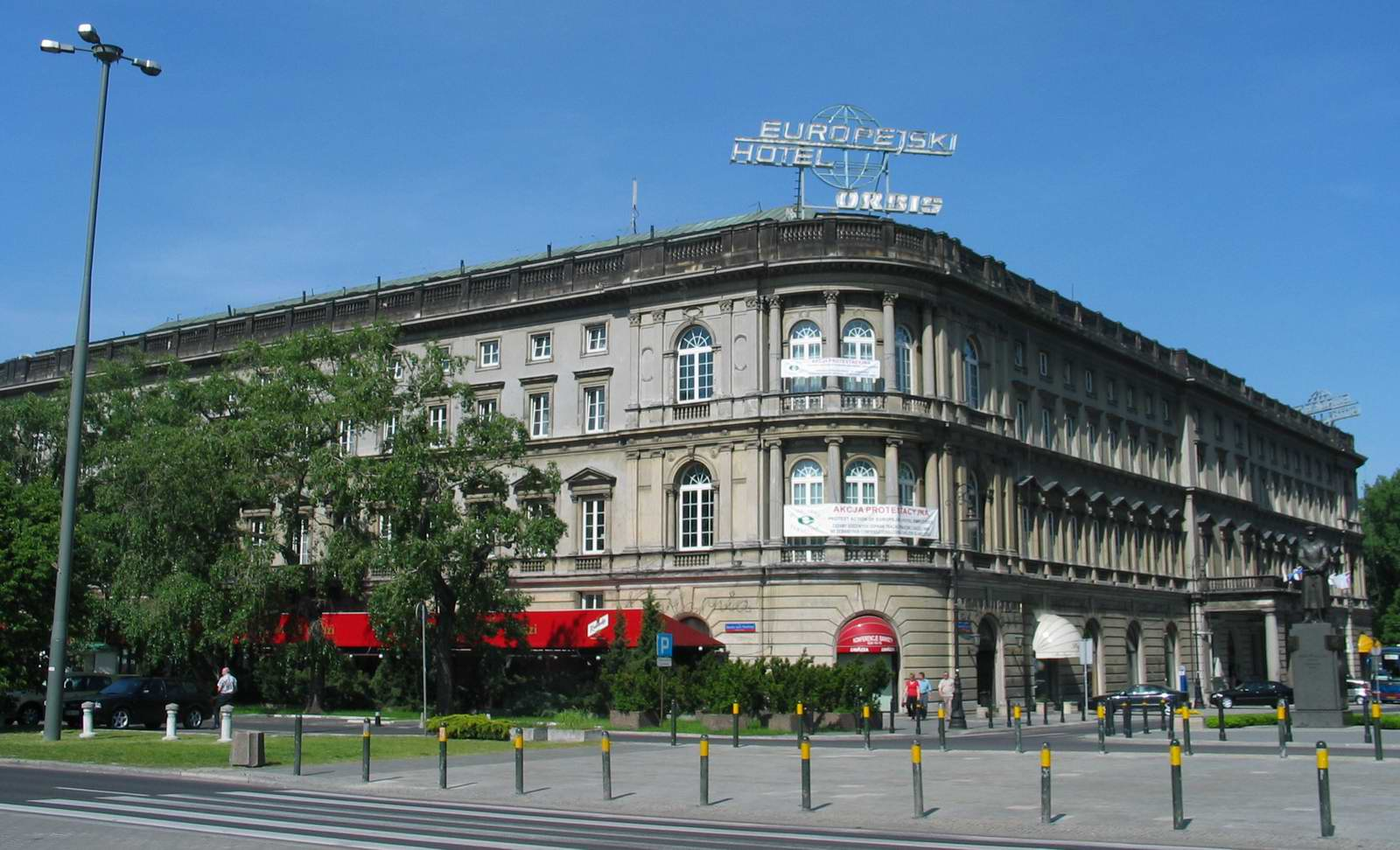
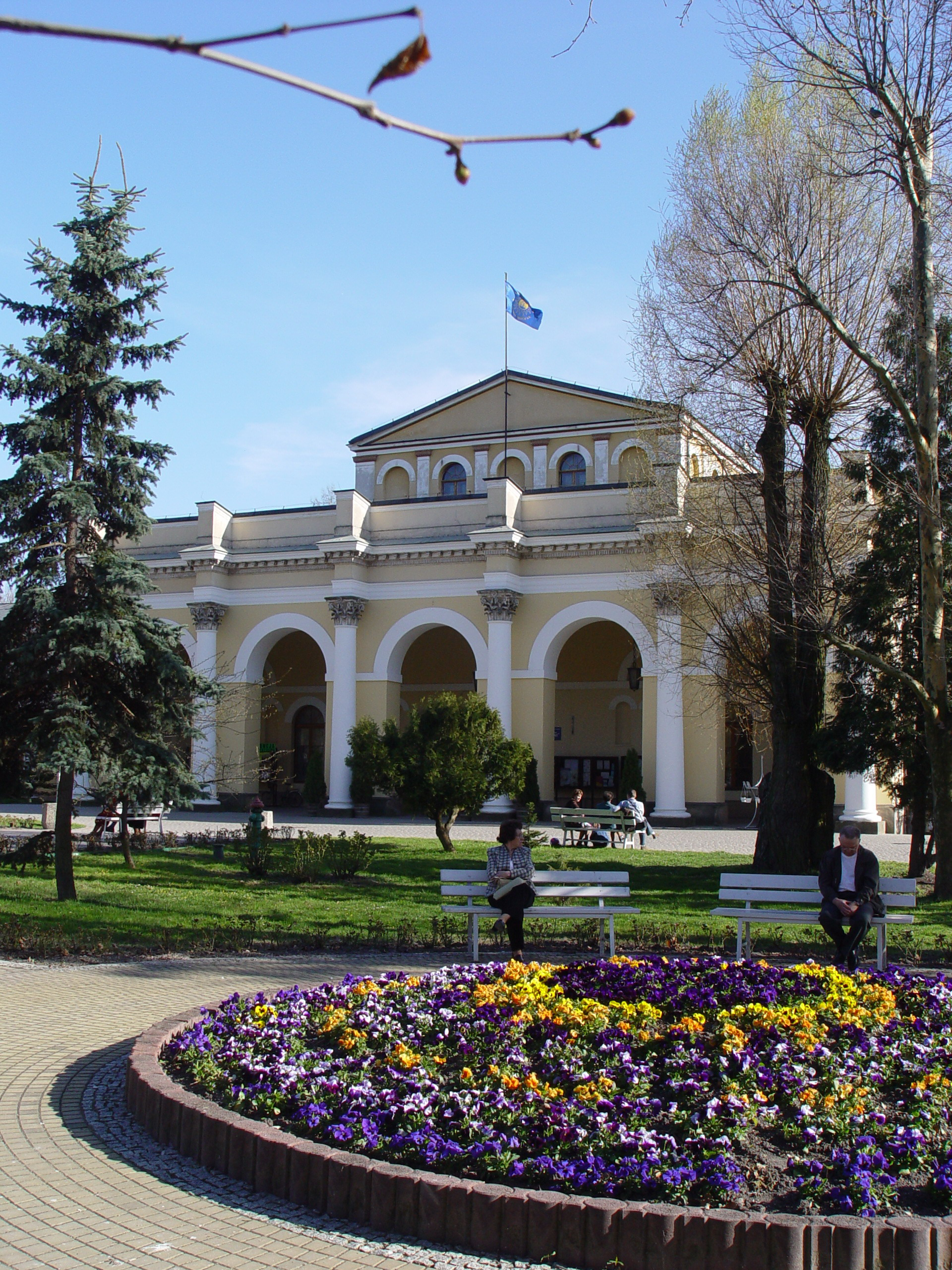
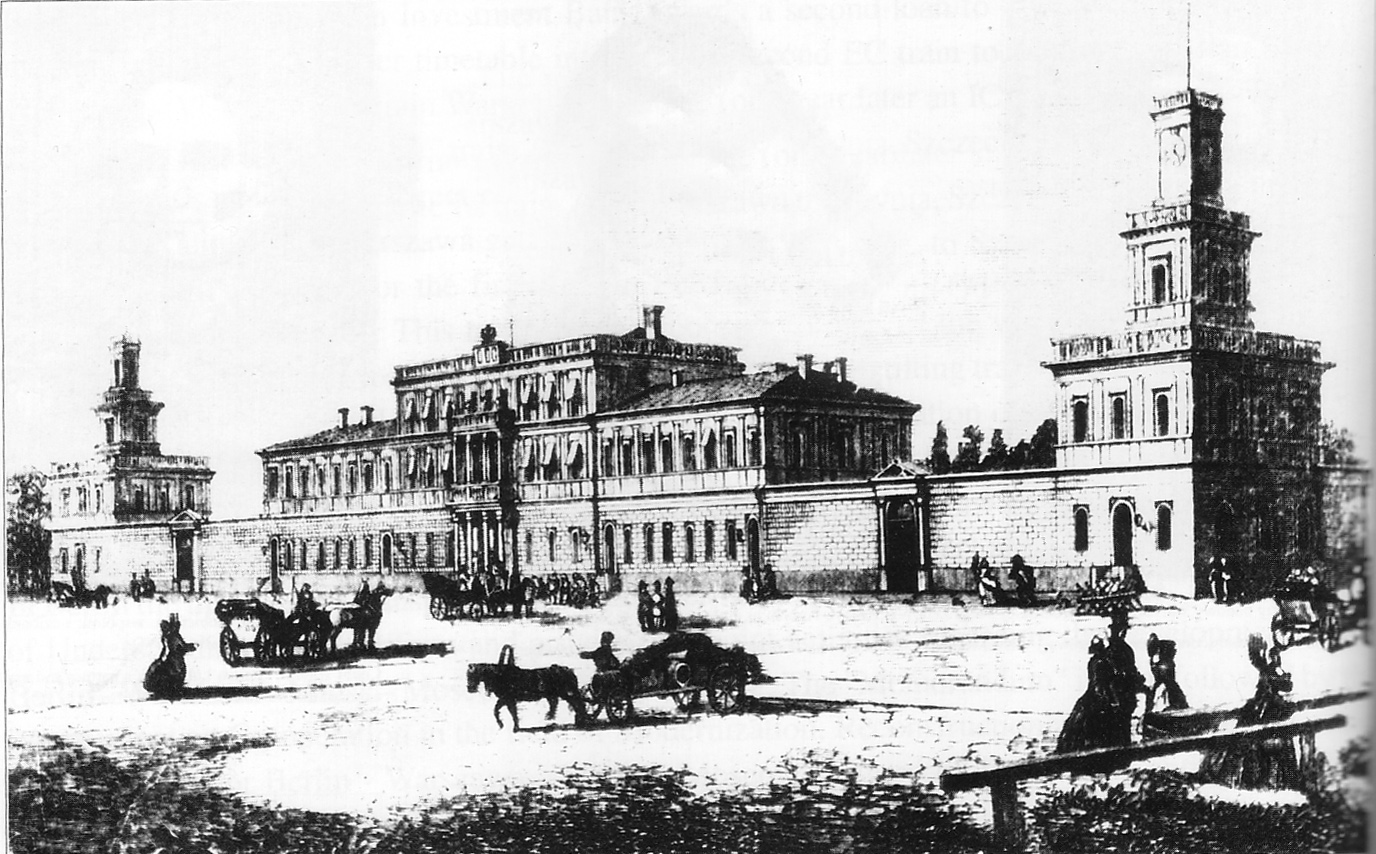